# Saint-Saulve
Saint-Saulve é uma comuna francesa na região administrativa de Altos da França, no departamento do Norte. Estende-se por uma área de 12.04 km². Em 2010 a comuna tinha 11 513 habitantes (densidade: 956,2 hab./km²).